# 维扬勒瓦勒
维扬勒瓦勒（法語：Vyans-le-Val，法語發音：[vjɑ̃ lə val]）是法国上索恩省的一个市镇，属于吕尔区。

## 地理
维扬勒瓦勒（47°33'0"N, 6°46'2"E）面积3.32 平方千米，位于法国勃艮第-弗朗什-孔泰大區上索恩省，该省份为法国东部内陆省份，北起顺时针与孚日省、贝尔福地区省、杜省、汝拉省、科多尔省和上马恩省接壤。
与维扬勒瓦勒接壤的市镇（或旧市镇、城区）包括：埃里库尔、蒙贝利亚尔、莱尔。

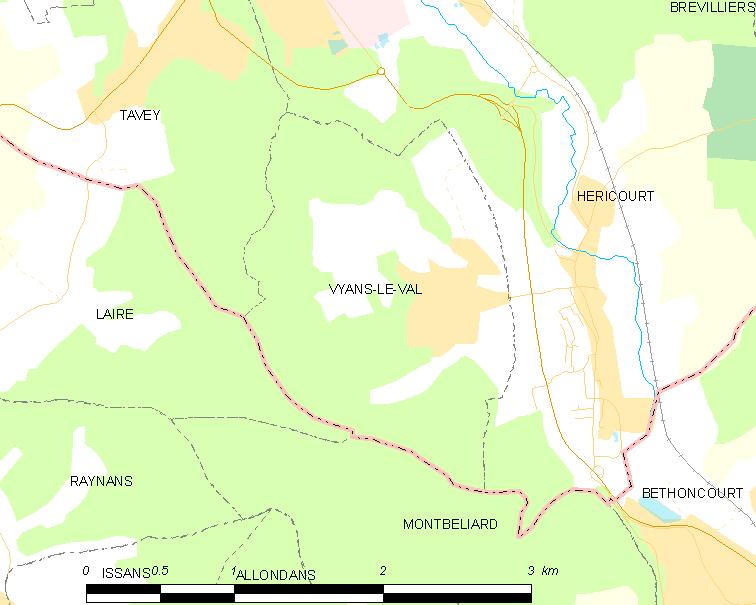
维扬勒瓦勒的OSM定位图

维扬勒瓦勒的时区为UTC+01:00、UTC+02:00（夏令时）。

## 行政
维扬勒瓦勒的邮政编码为70400，INSEE市镇编码为70579。

## 政治
维扬勒瓦勒所属的省级选区为埃里库尔第二县。

## 人口

1962-2008年间维扬勒瓦勒人口变化图示

维扬勒瓦勒于2022年1月1日时的人口数量为417人。